# Franz Schönfeld (Widerstandskämpfer)
Franz Schönfeld (* 11. Februar 1890 in Wien; † 19. September 1944 ebenda) war ein österreichischer Gemeindebeamter und Widerstandskämpfer gegen das NS-Regime. Er wurde von der NS-Justiz zum Tode verurteilt und im Wiener Landesgericht durch das Fallbeil hingerichtet. 

## Leben
Franz Schönfeld und seine Schwester Marie Schönfeld (1898–1944) stammten aus Währing und waren gläubige Katholiken. Sie zählten zu den Legitimisten und traten für die Wiederherstellung der k.u.k. Monarchie ein. „Als sogenannter Österreicher“, so die Anklageschrift, fühlte sich Franz Schönfeld nach der Annexion Österreichs „unglücklich und unfrei“. Die Geschwister stellten gemeinsam „hochverräterische Hetz- und Schmähschriften“ her und verteilten sie vom Mai 1942 bis zu ihrer Festnahme am 20. Mai 1943 auf Straßen und in Postkästen oder verschickten sie per Post an verschiedene NSDAP- und Polizeidienststellen. 
Ein Flugblatt enthielt eine Parodie des Deutschlandlieds: „Deutschland, Deutschland muss verschwinden von der Welt, hoffen wir, dass es in Bälde jammervoll in Trümmer fällt. [...] Deutscher Terror, deutsche Frechheit, deutscher Druck und deutscher Zwang, niemals sollen sie uns quälen, unser ganzes Leben lang.“ In einem weiteren an die NSDAP-Gauleitung Wien geschickten Flugblatt wurde gedroht, dass „wir in unserem gestohlenen Österreicherland Euch Eure Bäuche, die Ihr Euch auf unsere Kosten angefressen habt, aufschlitzen, Euch Eure Gedärme herausreißen und damit die Hitlerbilder bekränzen.“ Die Flugschriften wurden von Franz verfasst, Marie half bei der Vervielfältigung. Insgesamt erfasste die Gestapo rund 65 verschiedene Texte, darunter diese im März 1943 aufgefundene Flugschrift:

„Was Deutschland für uns bedeutet, kann man kurz in drei Punkte zusammenfassen, und zwar: die Deutschen sind:
1. die größten Banditen der Welt, weil sie uns meuchlings überfallen haben,
2. Massenmörder, weil sie so viele Tausend schuldloser Menschen kalt dahinschlachten,
3. Vampire, weil sie unser Lebensmark aussaugen.“

### Todesurteil und Hinrichtung
„Die Geschwister Schönfeld sind klerikal eingestellt und fanatische Anhänger des Legitimismus. Ihre staatsfeindliche Tätigkeit war letzten Endes darauf gerichtet, in der Ostmark den Boden für die Habsburgermonarchie vorzubereiten.“

Marie und Franz Schönfeld wurden am 15. Juli 1944 vom Volksgerichtshof wegen „Vorbereitung zum Hochverrat und Feindbegünstigung“ zum Tode verurteilt. 

„Für solche Menschen ist kein Platz in der deutschen Volksgemeinschaft. Sie haben sich für immer ehrlos gemacht [...] und müssen aus ihr ausgemerzt werden.“

Die Hinrichtung der Geschwister Schönfeld erfolgte am 19. September 1944 im Wiener Landesgericht.

## Gedenken
Sein Name und der seiner Schwester finden sich auf der Gedenktafel im ehemaligen Hinrichtungsraum des Wiener Landesgerichts.

## Nachweise
1. ↑  Nachkriegsjustiz, abgerufen am 10. April 2015

| Personendaten    | Personendaten                                                                         |
| ---------------- | ------------------------------------------------------------------------------------- |
| NAME             | Schönfeld, Franz                                                                      |
| KURZBESCHREIBUNG | österreichischer Gemeindebeamter und Widerstandskämpfer gegen den Nationalsozialismus |
| GEBURTSDATUM     | 11. Februar 1890                                                                      |
| GEBURTSORT       | Wien                                                                                  |
| STERBEDATUM      | 19. September 1944                                                                    |
| STERBEORT        | Wien                                                                                  |